# Browning M1918
Браунінг M1918 (англ. Browning M1918; Browning Automatic Rifle, BAR) — автоматична гвинтівка або ручний кулемет Браунінга. Ця гвинтівка являє собою зброю з повітряним охолодженням ствола, газовідвідною автоматикою і магазинним живленням.
В автоматичній гвинтівці «Браунінг» М1918А2, яку можна віднести і до легкого кулемета, місткість магазина становила всього 20 патронів. Крім того, до недоліків відносять і те, що замінити ствол БАРа було зовсім непросто.

## Конструкція
Автоматична гвинтівка Браунінга, або BAR як її зазвичай називають, відноситься до того типу зброї, яку важко класифікувати. Її можна назвати ручним кулеметом і з рівним успіхом важкою штурмовою гвинтівкою, але на практиці вона все ж використовувалася саме як ручний кулемет. Як ясно з назви, гвинтівка була створена Джоном М. Браунінгом, який представив її дослідний зразок в 1917 році. Після випробуванні вона була негайно прийнята на озброєння і спрямована в американський експедиційний корпус у Франції, де активно застосовувалася в боях 1918 року. Перші партії серійної гвинтівки BAR М1918 не мали сошки, і стрілянину з них можна було вести лише з стегна або плеча. Таким чином, у військах її застосовували як важку штурмову гвинтівку.
Лише в 1937 році з'явилася модифікація з сошками — BAR М1918А1. а її розвиток — варіант BAR М1918А2 мав вдосконалену конструкцію сошки і упор під прикладом для більшої стійкості. М191ВА1 і М1918А2 стали основними моделями на озброєнні піхотного відділення. Тим не менш базова модель М1918 широко застосовувалася у Другій світовій війні, бо в 1940 році значну частину залишалися на складах примірників направили до Великої Британії для озброєння частин територіальної армії, а іншу частину — в тилові підрозділи. У бойові частини американської армії відправляли наступні моделі, випуск яких до того часу був організований в достатній кількості.

### Недоліки
Не можна сказати, що BAR були позбавлені недоліків. Наприклад, магазин вміщав лише 20 патронів що було явно недостатньо для ведення інтенсивного бою. Створена як проміжна зброя, BAR об'єктивно мала й інші недоліки, але у військах вона завжди була популярною.

## Після Другої світової
Гвинтівки Браунінга активно застосовувалися в Корейській війні початку 1950-х років, вони залишалися на озброєнні американських сухопутних військ до 1957 року.
Бельгійська фабрика FN випускала гвинтівку Браунінга до 1939 року. Звідти різні модифікації BAR різних калібрів поставлялися в армії різних країн світу. Поляки також створили виробничу лінію для випуску таких гвинтівок, але зробили вибір на користь калібру 7,92 мм (в Бельгії основним калібром був 7,5 мм). Багато гвинтівок польського виробництва після 1939 року потрапили в СРСР, їх також застосовували радянські солдати та солдати вермахту. Поляки дуже цінували BAR і навіть встановлювали їх на спеціально розроблені дуже складні та важкі верстати триноги в тому числі для використання як зенітного кулемета.
Масовішою моделлю гвинтівки стала модифікація М1918А2, що випускалася з перервами з 1940 до середини 1950-х років в США компаніями New England Small Arms Corp, IBM та Royal Typewriter Company. Була у виробництві в інших країнах, зокрема бельгійською компанією FN Herstal, у Польщі та Швеції. Гвинтівка перебувала на озброєнні в Бельгії, Польщі, Швеції, країнах Балтії, а в армії США аж до 1960-х років.